# いいゆだね!
いいゆだね!は、『ウルトラジャンプ』で2017年4月号から2019年7月号まで連載された秋本治の漫画作品。それ以前にも1994年に『スーパージャンプ』で3話が掲載されている。2011年に『こちら葛飾区亀有公園前派出所』の35周年を祝う企画でコラボを行った。全2巻。

## ストーリー
下町にある鄙（ひな）びた銭湯に、ブラジルからの押しかけ女房、マリアがやってきた。彼女のおかげで、銭湯は大繁盛。そんな彼女が繰り広げる、下町人情コメディ。

## 主要登場人物

### 熊の湯
東京・墨田区東向島（玉の井）にある銭湯。廃業する予定だったが、熊五郎と結婚したマリアによって存続されることになった。
マリア・ルーレス・可憐（マリア・ルーレス・かれん）
本作の主人公。日系ブラジル人三世で、日本語も流暢。
日本文化と銭湯、お年寄りを大切に思っていて、それを大切にしない人に対しては容赦しない。また、嫁ぎ先である「熊の湯」に多くの客を呼び寄せたいと日夜考えている。
ブラジル時代、かなりの経歴があり熊の湯経営も含めてその時の特技をかなり生かされている。
上記のコラボ企画では、麻里愛とは近所同士であり、麻里は常連客とのこと。なお、『こちら葛飾区亀有公園前派出所』の主人公の両津勘吉とはその時が初対面である。
熊五郎との間に娘・サンバ（タカオの妹）が生まれた。
熊野熊五郎（くまの くまごろう）
マリアの夫で、金鉱探しのために世界中を歩き回っている。マリア同様、「熊の湯」の廃業には反対している。
彼の先妻（タカオの実母）は姉御肌だったらしく、「熊の湯」を愛していた。そういうところが似ているマリアに彼は求婚した。
金鉱探しに限界を感じた彼はコーヒー農園業に転業、さらに「熊の湯ブラジル支店」を開業。コーヒー農園業転業時は地元マフィアともめたが、鷹織と虎五郎のおかげで一斉検挙できた。
熊野鷹織（くまの たかお）
熊五郎と先妻の息子で、マリアの継子にあたる。「熊の湯」では比較的常識人にあたる。
大学受験を六浪し、予備校の「ヌシ」と化している。そのため、しばしば「バカオ」と呼ばれたりしていた（虎五郎も否定はしていない）。
実母が死んだのは彼が6歳の時、それから18年後マリアが「継母」としてあらわれたが、彼より2歳しか年上でなかったことがジョゼの発言で判明する。
その後、マリアが家庭教師について特訓した甲斐あって東京大学に入学。それを機にマリアに対して「マリアさん」から「母さん」と呼び変えた。
熊野虎五郎（くまの とらごろう）
熊五郎の父で鷹織の祖父。息子の妻であるマリアには頭が上がらない。鷹織を万年浪人と貶すが、マリアの「東京大学へ行くべき」という言葉を聞いて、「東大を目指してレベルを上がれば滑り止まる」と鷹織を後押しする。
珍念
「熊の湯」で40年以上も長らく働いている老人男性。
タカオ曰く、「熊の湯」の大恩人。「俺とじいちゃんだけではもたなかった」とコメントするほど、欠かせない人物であった。
マリアによく名前を呼び間違えられて困っている。彼によれば「鷹織の実母が大学入学する鷹織を見たかった」と証言したことから、マリアは鷹織を大学進学させることにした。
厳五郎丸
「熊の湯」の番犬。人手不足の時は虎五郎により、番台役を任されている。
マリアなど美女には弱いが、のぞき見をする男性客などには容赦しない。
鷹織・虎五郎がマリア・熊五郎を追いかけてブラジル入りしたときは、目を光らせて留守番をしていた。
アントニオ
マリアの兄。ブラジルで熊五郎とともにコーヒー農園を営む。彼には妻・子供がいる。
ヒゲメガネと子分
もともと裏社会の人であったが、老婆の扱い方でマリアに鉄拳制裁されてから、心を入れ替えて「人生勉強」と称して子分と一緒に「熊の湯」で安月給のアルバイトを始めた。マリアを（人生の師匠として）慕っており、鷹織が受験勉強に集中できるようにフォローしている。